# Polyptyque d'Arcevia
Le Polyptyque d'Arcevia   est une peinture religieuse   de Luca Signorelli, datant de 1508 exposé dans la collégiale San Medardo d'Arcevia dans la Province d’Ancône dans la région d'Italie des Marches.

## Histoire
Cet ensemble polyptyque, destiné à la collégiale Saint-Médard d'Arcevia, est signé LUCAS. SIGNORELLUS / PINGEBAT M. D. VIII sous les pieds de la Vierge.

## Iconographie
Le polyptyque de facture médiévale (décor architectonique à colonnettes, pilastres et pinacles surmontés de flèches) juxtapose dans ses panneaux des figures saintes, distinctement l'une de l'autre, sans continuité spatiale, autour des  panneaux centraux de la Vierge à l'Enfant et au-dessus de Dieu le Père. Ces panneaux latéraux sont occupés par des saints locaux, des saints populaires, des saints évêques plus contemporains. Une prédelle complète l'ensemble dans la base par une succession horizontale de scènes de la Vie du Christ ou de la Vierge.

## Description
Registre supérieurPanneau central  sous un dais octogonal  à arcades : Dieu le père bénissant tenant le livre affichant « l'Alpha et l'Oméga ».
Panneaux latéraux dans des niches à haut trilobées : saints avec leurs attributs (à gauche saint Paul de Tarse et son épée, saint Jean Baptiste et sa peau de bête ; à droite, saint Pierre et saint Jacques majeur).
Registre inférieur en  niches à haut cintréPanneau central : Vierge à l'Enfant trônant
Panneaux latéraux : à gauche, saint Sébastien nu et fléché, saint Médard de Noyon et sa tour-prison : à droite saint André et la croix de son crucifiement, saint Roch montrant son bubon.
Colonnettes gauche et droite du cadreChacune porte sept petites figures de saints indistincts, surmontant en base deux médaillons héraldiques (portant tour à gauche, aigle à droite).
PrédelleÉpisodes de la Vie de Marie et de Jésus avec, de gauche à droite : Annonciation, Nativité, Adoration des mages, Fuite en Égypte, Massacre des Innocents.